# البطولة الوطنية المجرية 1902
البطولة الوطنية المجرية 1902 (بالمجرية: 1902-es magyar labdarúgó-bajnokság)‏ هو الموسم 2 من  البطولة الوطنية المجرية. الذي يشرف على تنظيمه اتحاد المجر لكرة القدم، وكان عدد الأندية المشاركة فيه  5، وفاز فيه Budapesti TC ‏.